# Gold Coast Airport

i7
i11
i13
Der Gold Coast Airport, auch Coolangatta Airport (IATA-Code: OOL, ICAO-Code: YBCG), ist ein australischer Flughafen nahe dem Stadtteil Coolangatta. Der Flughafen liegt zum Teil in Queensland, zum Teil in New South Wales. Es gilt die Zeitzone von Queensland. Zusammen mit dem Brisbane International Airport ist er für die Luftverkehrsanbindung von Gold Coast zuständig.
Der Start für den Bau des heutigen Flughafens fiel 1936, erste Linienflüge fanden 1939 statt. In den 1980er Jahren wurde ein neues Terminal errichtet, welches heute für Inlandsverkehr verwendet wird, 1999 erhielt der Flughafen nach einer Privatisierung den heutigen Namen Gold Coast Airport.
Heute wird der Gold Coast Airport mit diversen Zielen verbunden, hauptsächlich im Osten Australiens, rund um das Südchinesische Meer, Japan und Neuseeland. Fluggesellschaften sind z. B. Jetstar Airways, die hier sogar einen Hub unterhalten, sowie auch AirAsia X und andere Fluggesellschaften, meist aus dem Billigflugsegment.
Der Flughafen identifiziert sich selbst als ein „Billigflughafen“.